# Jardín Botánico Alpino de Pietra Corva
El Jardín Botánico Alpino de Pietra Corva ( en italiano : Giardino botanico alpino di Pietra Corva) es un jardín botánico de 3 hectáreas de extensión que se encuentra en la Ciudad de Romagnese en las laderas del Monte "Pietra di Corvo" a 950 m s. n. m.
Actualmente está administrado por la provincia de Pavía, y es parte de la "Associazione Internazionale Giardini Botanici Alpini" (Asociación Internacional de Jardines Botánicos Alpinos).
El código de identificación internacional del Giardino botanico alpino di Pietra Corva como miembro del "Botanic Gardens Conservation Internacional" (BGCI), así como las siglas de su herbario es PCP.

## Localización
Giardino botanico alpino di Pietra Corva Romagnese, Provincia de Pavía, Lombardía, Italia.
Planos y vistas satelitales.44°50′0″N 9°20′0″E / 44.83333, 9.33333
Está abierto a diario excepto los lunes en los meses cálidos del año. Se paga una tarifa de entrada.  

## Historia
Fue fundado por Antonio Ridella, veterinario y naturalista, y en 1967 se abrió al público. 
El objetivo del jardín es "preservar y adaptar las plantas procedentes de sistemas de alta montaña de altitud en todo el mundo." ». El jardín también cuenta con fines educativos en la enseñanza, de investigación, y la economía del turismo. 
Desde el 2004, alberga el "Centro de Investigación de los Apeninos del Norte".

## Colecciones
Una de las características del jardín es la presencia de cerca de cincuenta especies típicas de ambientes ofiolíticos, debido al hecho de que la piedra volcánica del monte "Pietra di Corvo" es un afloramiento de rocas negras antiguas. 
Las especies presentes en el jardín son alrededor de 1300 taxones, incluyendo Fritillaria tenella (el símbolo del jardín), Primula rosea, y Sarracenia purpurea. El bosque de los alrededores está compuesto principalmente de abedules y robles, con pino negro, larix, y abetos.
También hay en el recinto un pequeño museo.